# Charles Lalemant
Charles Lalemant (Parigi, 17 novembre 1587 – Parigi, 18 novembre 1674) è stato un gesuita francese, missionario in Canada.

## Biografia
Entrò nel noviziato gesuita di Rouen il 29 luglio 1607; studiò filosofia e teologia a La Flèche e fu ordinato prete nel 1618. Insegnò mel collegi gesuiti di Nevers e Bourges e fu superiore di quello di Clermont a Parigi, dove pronunciò gli ultimi voti il 27 ottobre 1624.
Fu superiore del primo gruppo di gesuiti inviati in missione a Québec nel 1625. Tornò in Francia nel 1627 in cerca di rifornimenti per la missione; nel 1628, al suo ritorno in Québec, la sua nave fu catturata dagli inglesi, che lo liberarono grazie all'intervento della regina Enrichetta Maria.
Rientrò in Fracia nel 1629 e fu rettore del collegio di Rouen. Fu di nuovo in Canada tra il 1634 e il 1638, quando fu richiamato a Parigi come procuratore delle missioni; in seguito fu rettore del collegio di Clermont a Parigi e superiore della casa professa.
Nel 1651 fu candidato all'episcopato per la Nuova Francia, ma Francesco Piccolomini, preposito generale della Compagnia, di oppose; nel 1657 sostenne la candidatura di François de Montmorency-Laval.
Furono gesuiti anche i suoi fratelli Pierre e Jérôme e suo nipote Gabriel.
Fu autore di Divers entretiens sur la vie cachée de Jésus-Christ dans l'eucharistie.